# Форлимпополи
Форлимпо̀поли (на италиански: Forlimpopoli, на местен диалект Frampùl, Фрамъпул) е град и община в северна Италия, провинция Форли-Чезена, регион Емилия-Романя. Разположен е на 30 m надморска височина. Населението на общината е 13 160 души (към 2012 г.).